# Agrico
Agrico est une société coopérative néerlandaise spécialisée dans la production de pommes de terre dont le siège est à Emmeloord  (province de Flevoland). L'activité de la société comprend la sélection et la création de nouvelles variétés, la production et la commercialisation de plants de pomme de terre et de pommes de terre de consommation. Elle regroupe environ 1300 producteurs et produit plus d'un million de tonnes de pommes de terre par an. 
Agrico est présente sur le marché international dans 75 pays et commercialise ses produits dans les trois marchés du plant, de la pomme de terre de table et (jusqu'à 2010) de la pomme de terre industrielle. L'activité de commercialisation de pommes de terre industrielles est abandonnée et cédée en 2011 à Aviko, première société néerlandaise dans le secteur de la transformation et surgélation des pommes de terre.

## Principales filiales
- Kweek- en Researchbedrijf Agrico B.V. Bant (Pays-Bas) : sélection et recherche ;
- Leo de Kock en zn. B.V., Purmerend (Pays-Bas) : lavage et conditionnement de pommes de terre de table ;
- Agrico Italia s.r.l. :  Bologne (Italie) : bureau de vente ;
- Agrico Polska Sp. z o.o. : Lêbork (Pologne) : culture, vente et distribution de plants de pommes de terre ;
- Agrico UK Ltd. : Castleton (Écosse, Royaume-Uni) : culture, vente et distribution de plants de pommes de terre ;
- Desmazières SA : Monchy-le-Preux (France) : culture, vente et distribution de plants de pommes de terre ;
- Agrico Nordic AB :  Malmö (Suède) : culture, vente et distribution de plants de pommes de terre, ventes de pommes de terre de table et de pommes de terre industrielles ;
- SC Cartof Agrico : Brașov (Roumanie) : lavage, conditionnement et vente de pommes de terre de table ;
- Parkland Seed Potatoes Ltd. (coentreprise), Edmonton, Canada : vente et distribution de plants de pommes de terre ;
- Agrico Bulgaria Ltd. (coentreprise), Sofia, Bulgarie) : lavage, conditionnement et vente de plants de pommes de terre et de pommes de terre de table[4].